# Tribromure de tétrabutylammonium
Le tribromure de tétrabutylammonium, ou TBATB, est un composé chimique de formule [N(C4H9)4]Br3. C'est un sel du cation tétrabutylammonium lipophile et de l'anion tribromure linéaire. Le sel est parfois utilisé comme réactif dans la synthèse organique comme source solide de brome.

## Préparation
Le composé est préparé par réaction du bromure de tétra-n-butylammonium solide avec de la vapeur de brome : 
[N(C4H9)4]Br + Br2 → [N(C4H9)4]Br3
Au lieu du brome, le bromure de tétra-n-butylammonium peut également être mis à réagir avec du pentoxyde de vanadium et du peroxyde d'hydrogène aqueux, ou bien avec du nitrate d'ammonium cérique. 